# Alexandre del Valle
Alexandre del Valle (sinh ngày 06 Tháng 9 năm 1969, tại Marseille, Pháp) là nhà báo, nhà địa chính trị học nổi tiếng người Pháp, được biết tới nhiều qua những chỉ trích Hồi giáo cực đoan, đề xướng lý thuyết Liên minh đỏ-xanh-nâu (liên minh giữa những người cộng sản (đỏ), hồi giáo cực đoan (xanh lá cây) và chủ nghĩa quốc gia quá khích (nâu).
Nghiên cứu của ông tập trung vào Hồi giáo cực đoan, các mối đe dọa địa chính trị mới, các cuộc xung đột giữa các nền văn minh, và chủ nghĩa khủng bố, cũng như các vấn đề Địa Trung Hải như đơn của Thổ Nhĩ Kỳ xin vào Liên minh châu Âu..

## Tiểu sử

### Cuộc sống cá nhân
Del Valle sinh tại Marseille, Pháp, vào ngày 06 tháng 9 năm 1969. Cha ông là một người gốc Sicilia ban đầu định cư ở Tunisia và sau đó ở Marseille (miền Nam nước Pháp). Mẹ của anh xuất thân từ một gia đình Tây Ban Nha chống Franco ban đầu định cư ở Oran Algeria và sau này Marseille. Năm 2001, Del Valle kết hôn với một người phụ nữ Argentina gốc Do Thái, Monica Altmann.

### Giáo dục
Alexandre del Valle học tại Institut des Sciences Po (Viện Nghiên cứu Chính trị Aix-en-Provence), Université Montpellier 3 và Università degli Studi di Milano.
Ông đỗ tiến sĩ Sử học tại Đại học Paul-Valery, Montpellier, (Luận án Tiến sĩ «Phương Tây và giải phóng thuộc địa lần thứ hai: Hồi giáo cực đoan và phong trào bảo vệ truyền thống thổ dân (da đỏ) kể từ cuộc chiến tranh lạnh cho tới ngày nay»).

## Sự nghiệp hàn lâm
Del Valle là người đồng sáng lập và là thành viên của Hội đồng khoa học địa chính trị của Viện Daedalos, có trụ sở tại Nicosia, Síp. Hiện nay, ông dạy địa chính trị tại École de Guerre économique (EGE) và là một nhà nghiên cứu thuộc Viện Chính trị Quốc tế và Địa Kinh tế Choiseul. Ông là một giảng viên tại Đại học Metz và Sup de Co La Rochelle và đã từng giảng dạy tại Đại học Rome (Università europea di Roma).
Kể từ năm 2004, trong khuôn khổ Viện Daedalos, Alexandre del Valle nghiên cứu sự phát triển của Chính trị Hồi giáo ở Thổ Nhĩ Kỳ và của đơn xin gia nhập của Thổ Nhĩ Kỳ vào Liên minh châu Âu.
Del Valle cho biết có làm việc với những người Hồi giáo ôn hòa như Mezri Haddad, Houchang Nahavandi, Jbil Kebir hay Mohamed Sifaoui, người công khai ủng hộ ông và giải thích rằng Alexandre del Valle là một người ủng hộ một Hồi giáo hiện đại và thế tục và chỉ lên án Hồi giáo quá khích, một hành động mà nhiều người Hồi giáo cũng làm.

## Sự nghiệp chính trị
Cùng với Rachid Kaci, Del Valle đồng sáng lập "The Free Right" (tiếng Pháp: La Droite libre) (Cánh hữu tự do), một nhóm bảo thủ tự do trong Union for a Popular Movement (Đảng liên minh vì phong trào nhân dân) (UMP). Khẩu hiệu của họ là "thế tục, bảo vệ phương Tây và Tự Do, và đấu tranh chống lại chính trị đúng đắn (political correctness). Trước khi gia nhập vào UMP, Del Valle là thành viên đảng Rally for the Republic (tiếng Pháp: Rassemblement pour la République), một đảng chính trị cánh hữu Pháp.

## Lập luận đáng chú ý

### Hồi giáo toàn trị
Sau cuộc tấn công ngày 11 tháng 9, del Valle cho công bố một bài luận mang tên "Hồi giáo toàn trị: Các nền dân chủ đang bị tấn công"  Trong bài viết này, Del Valle khẳng định rằng Hồi giáo cực đoan đã không chỉ đơn thuần là một hệ tư tưởng chính thống, mà là một ý thức hệ toàn trị. Ông lập luận rằng Hồi giáo quá khích là một học thuyết chủ nghĩa đế quốc có thể so sánh được với chủ nghĩa Stalin hay chủ nghĩa Đức Quốc xã hơn là với tôn giáo chính thống khác như Do Thái giáo, Kitô giáo, hay Phật giáo vì "không có trào lưu tôn giáo chính thống nào khác mà gây nhiều tội phạm, man rợ trên toàn cầu, xông xáo truyền đạo, về cơ bản chính trị thần quyền như là Hồi giáo cực đoan. "
Del Valle cho rằng chủ nghĩa Hồi giáo toàn trị này một phần dựa trên "thống trị chính thống Hồi giáo Sunni" đã được đông lạnh kể từ thế kỷ thứ 10. Sau đó, Hồi giáo chính thống Salafi ban đầu biến mình thành một "chế độ độc tài" sau sự sụp đổ của đế chế Ottoman và sự giải phóng thuộc địa của các nước Ả Rập Hồi giáo, giữa năm 1850 và 1920, khi chủ nghĩa toàn trị Hồi giáo xung phong giải quyết tất cả các tệ nạn trong các nước Hồi giáo bằng cách thiết lập luật Shari'a và thanh toán với "đế quốc" phương Tây - "Quân viễn chinh Do Thái vô đạo" cũng như những người Hồi giáo tự do, "các nạn nhân chính" của Hồi giáo cực đoan.
Theo Del Valle, chủ nghĩa phát xít Hồi giáo này là hệ tư tưởng của sự thù ghét của tất cả những cái gì khác (lý thuyết hoang tưởng cổ điển để kiếm những người chịu tội thế), phục hồi chức năng của các văn bản như The Protocols of the Elders of Zion hoặc Mein Kampf. Và theo tác giả, điều này "chủ nghĩa toàn trị Thứ ba Hồi giáo cực đoan", trái với chủ nghĩa Đức Quốc xã hay chủ nghĩa Stalin, là chủ nghĩa đầu tiên mà không đến từ "Do Thái-Kitô hữu da trắng", là "chủ nghĩa toàn trị kỳ lạ" mà nguồn gốc ở miền Nam, ngay cả khi nạn nhân chính của nó là không ai khác hơn là chính người Hồi giáo và những nhóm thiểu số không theo đạo Hồi sống dưới Shari'a. Đó là lý do tại sao nó nhân danh các "nạn nhân", của "những người bị áp bức" sống nghèo khổ trong hế giới thứ ba, và của "những người bị làm nhục" trong thế giới Ả rập (bị làm nhục bởi người Do Thái, những người viễn chinh, và những người "bỏ đạo". Nhưng Mục đích cuối cùng của nó không có gì khác hơn là một giải pháp cuối cùng mới cho những người thế tục và phương Tây dân chủ và thế giới tự do. Đó là lý do tại sao các nhà lãnh đạo Ả Rập Hồi giáo cực đoan không bao giờ biết xấu hổ khi liên minh với Đức quốc xã và phát xít, từ thời đại 1920-1930.
Sau khi "chủ nghĩa toàn trị đỏ", được thành lập dựa vào những ý niệm của cuộc đấu tranh giai cấp; "chủ nghĩa toàn trị nâu", được thành lập vào những khái niệm về cuộc đấu tranh của các chủng tộc; có đến "chủ nghĩa toàn trị xanh lá cây", được thành lập vào những ý niệm của cuộc đấu tranh của các tôn giáo và các nền văn minh...

## Ý tưởng
Alexandre del Valle đã nhận xét, "người ta thường nói về Triều Tiên như là quốc gia nguy hiểm nhất thế giới. Một số người khác cho rằng Iran, thậm chí đồng minh của nước này là Syria, cũng là những nước nguy hiểm, và các mối đe dọa chính đối với thế giới tự do là ba nước nói trên cùng Al-Qaeda. Nhưng người ta thường quên rằng hai nước bảo trợ chính, nhà tài trợ và cung cấp vũ khí, nhà tư tưởng của khủng bố quốc tế Hồi giáo dòng Sunni trong Al-Qaeda, không phải là Iran, cũng không phải là nước Syria dòng Alawite hay trước đây là những chế độ bị các nước phương Tây không kích là Libya của Gaddafi hoặc Iraq của Saddam Hussein, mà là hai nước Hồi giáo dòng Sunni đồng minh lâu đời của phương Tây. Đó là Saudi Arabia, một nhà nước thần quyền, và chắc chắn là đồng minh của nước này, Pakistan. Là đồng minh lâu đời của Mỹ, Pakistan kết hợp chủ nghĩa quân phiệt dân tộc chủ nghĩa với Hồi giáo cực đoan và vẫn bảo trợ cho Taliban".

## Tác phẩm
- La Maronité politique, Le système confessionnel libanais et la guerre civile, IEP d'Aix-en-Provence, 1992 (mémoire de Science-Po).
- Statut légal des minorités religieuses en terres d'Islam, Faculté de droit d'Aix-en-Provence, 1993 (mémoire de DEA Histoire des Idées politiques).
- La Théorie des élites, Faculté de Sciences politiques de Milan, 1993 (mémoire de DEA-DU européen Histoire des doctrines politiques et des institutions politiques).
- Islamisme et États-Unis, une alliance contre l'Europe, L'Âge d'Homme, 1997, Lausanne/Paris (ISBN 2-8251-1060-4). versions en italien et serbo-croate.
- Une idée certaine de la France (ouvr. Coll. avec Christian Jellen, Eric Zemmour et G. W. Goldnadel), Sous la direction d'Alain Griotteray, Paris, 1999, France-Empire, 1998.
- Guerres contre l'Europe: Bosnie, Kosovo, Tchétchénie, Les Syrtes, 2001 (ISBN 2-84545-045-1). (versions en espagnol, brésilien, portugais, italien et serbo-croate).
- Quel avenir pour les Balkans après la guerre du Kosovo, Paneuropa/L'Age d'Homme, Paris/Lausanne, 2000.
- Le Totalitarisme islamiste à l'assaut des démocraties, Les Syrtes, Paris, 2002.
- La Turquie dans l'Europe: un cheval de Troie islamiste ?, Les Syrtes, Paris, 2004 (ISBN 2-84545-093-1) (Préface de J.P. Péroncel-Hugoz).
- Le Dilemme turc, ou les vrais enjeux de la candidature d'Ankara avec Emmanuel Razavi, Les Syrtes, Paris, 2005 (ISBN 2-84545-116-4).
- Frères musulmans. Dans l'ombre d'Al Qaeda, Jean-Cyrille Godefroy, 2005 (ISBN 2-86553-179-1), Paris, 2006 (préface du livre d'Emmanuel Razavi).
- Il Totalitarismo islamista, Prefazione di Oriana Fallaci, Alessandria, 2006,
- Perché la Turchia non può entrare nell'Unione europea, Guerini ed Associati, Milan, 2009 (préface de Roberto de Mattei).
- I Rossi, Neri, Verdi: la convergenza degli Estremismi anti-occidentali opposti, Ed Lindau, 2009, Torino (prefazione di Magdi Allam).
- A Islamizaçao em Europa, Porto, 2010, Editora A Civilizaçao.
- Pourquoi on tue des chrétiens dans le monde aujourd'hui ?: La nouvelle christianophobie, Maxima Laurent du Mesnil, Paris, 2011 (préface de Denis Tillinac).
- Le complexe occidental: Petit traité de déculpabilisation, L'artilleur/Toucan Essais, Paris, 2014.
- Le Chaos syrien, printemps arabes et minorités face à l'islamisme, Dhow, Paris, 2014 (Préface de Renaud Girard)